# Max-Planck-Institut für Chemie

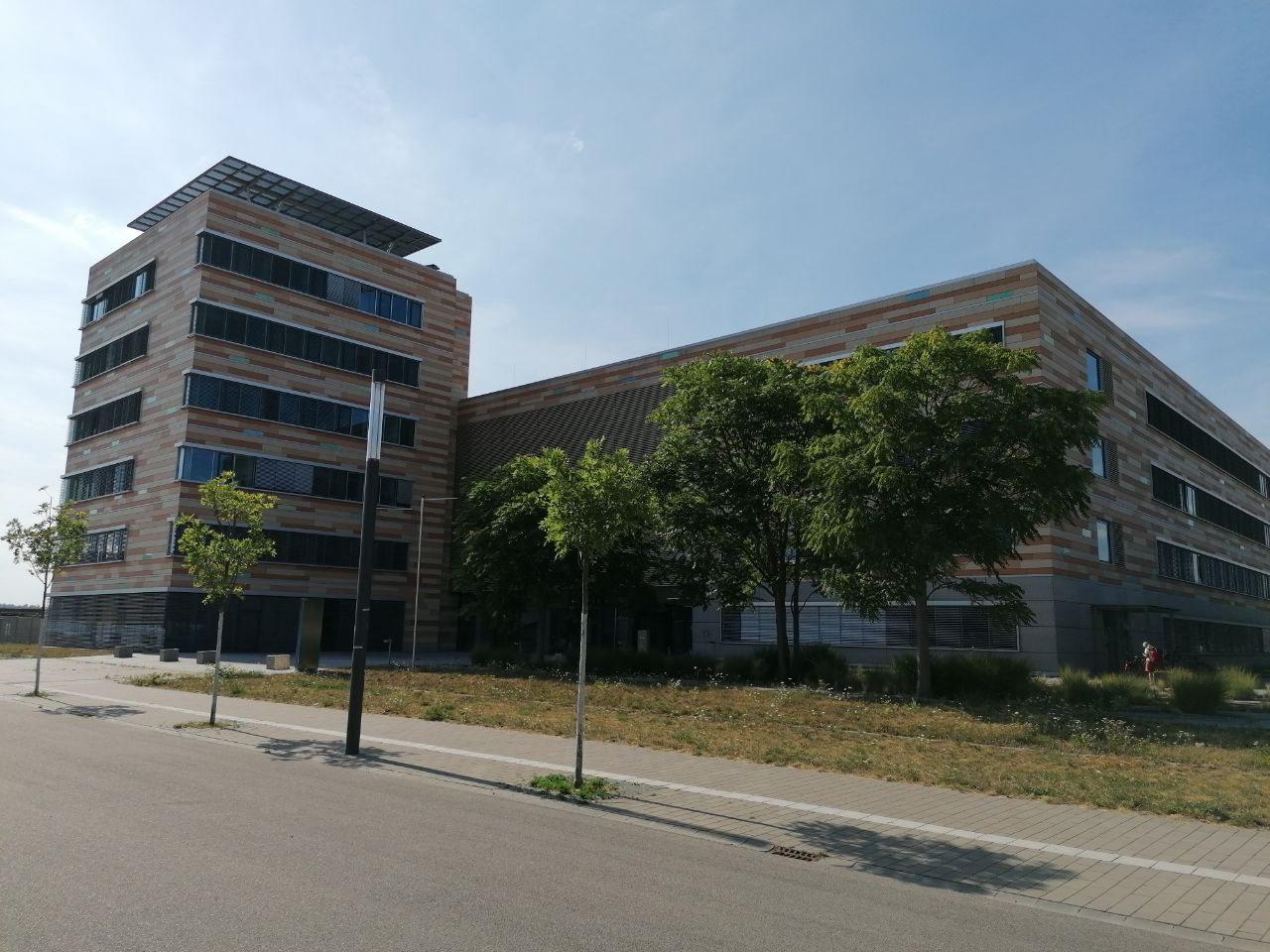
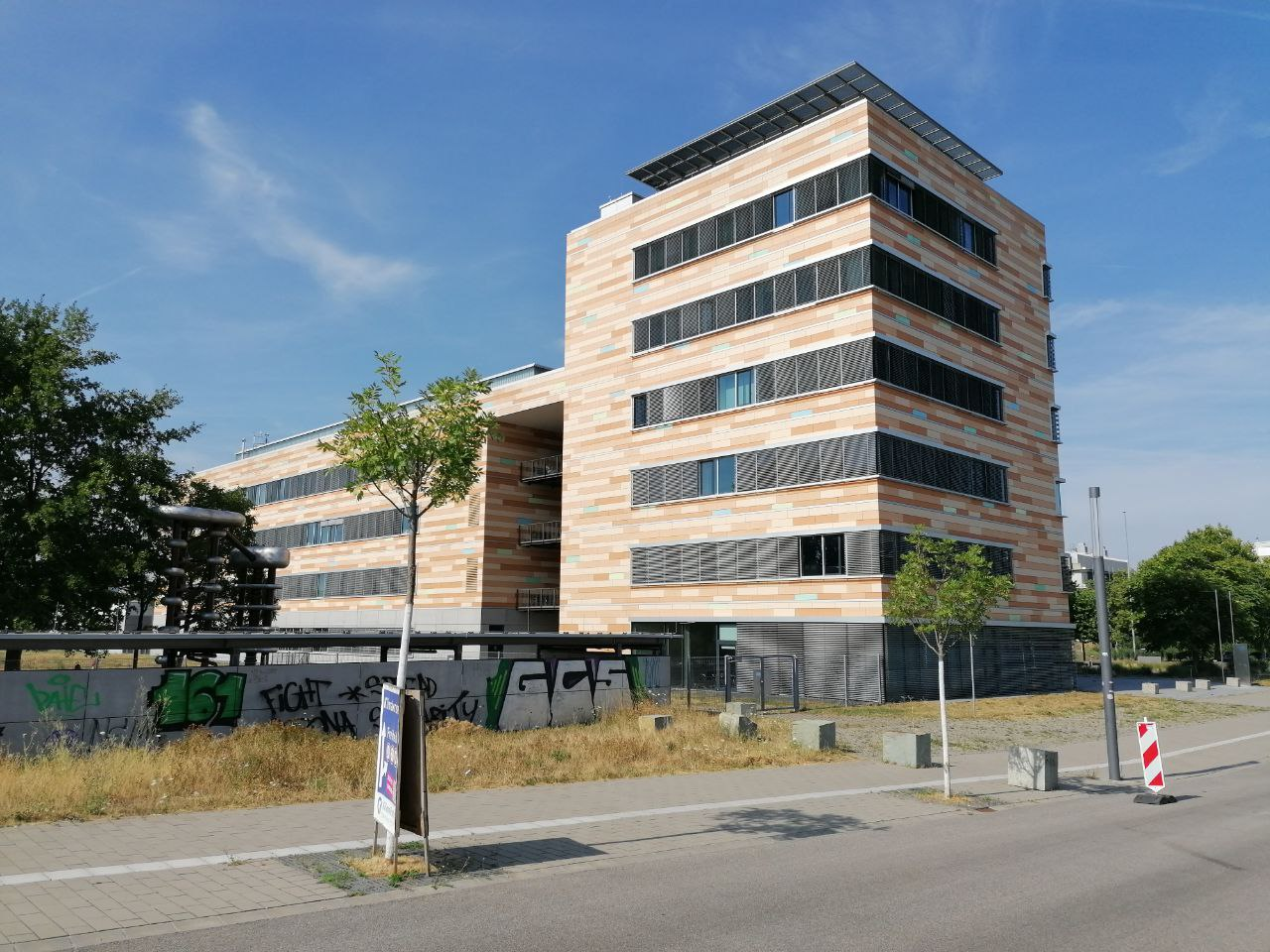

Das Max-Planck-Institut für Chemie (MPI C; Beiname Otto-Hahn-Institut) ist eine außeruniversitäre Forschungseinrichtung unter der Trägerschaft der Max-Planck-Gesellschaft (MPG) und hat seinen Sitz in Mainz. Das Institut betreibt in erster Linie naturwissenschaftliche Grundlagenforschung im Fach Chemie auf den Gebieten Chemie der Atmosphäre, Klimageochemie, Multiphasenchemie und Partikelchemie. Die aktuelle Forschung am MPI für Chemie zielt auf ein integrales Verständnis der chemischen Prozesse im Erdsystem, insbesondere in der Atmosphäre und Biosphäre. Untersucht werden vielfältige Wechselwirkungen zwischen Luft, Wasser, Boden, Leben und Klima im Verlauf der Erdgeschichte bis zum heutigen durch Menschen geprägten Zeitalter, dem Anthropozän.

## Geschichte
Die Geschichte des Instituts geht zurück auf das im Jahre 1911 in Berlin-Dahlem gegründete Kaiser-Wilhelm-Institut für Chemie, das eines der Institute der Kaiser-Wilhelm-Gesellschaft war. Hier wirkte etwa Julius Hirsch von 1919 bis 1923 als Mitarbeiter von Carl Neuberg und August von Wassermann. Die Gemeinschaftsarbeit von Otto Hahn (1879–1968) und Lise Meitner (1878–1968) auf der Suche nach Transuranen von 1934 bis 1938 führte dort am 17. Dezember 1938 Otto Hahn und seinen Assistenten Fritz Straßmann (1902–1980) zur Entdeckung der Kernspaltung. Otto Hahn war Direktor des Instituts von 1928 bis 1946. Er erhielt den Nobelpreis für Chemie des Jahres 1944.
Das Institutsgebäude wurde im Frühjahr 1944 bei einem Luftangriff schwer beschädigt. Nach einer provisorischen Übersiedlung nach Tailfingen erfolgte 1949 der Umzug nach Mainz auf das Gelände der Johannes Gutenberg-Universität und die Integration in die Max-Planck-Gesellschaft als Max-Planck-Institut für Chemie. Seit 1959 trägt das Institut zusätzlich den Namen „Otto-Hahn-Institut“.
Um sich den verändernden wissenschaftlichen Erfordernissen anzupassen, haben sich die Forschungsschwerpunkte des Instituts im Laufe seiner Geschichte mehrfach gewandelt. Wurde in den Anfangsjahren die klassische Chemie betrieben, so wandte sich das Interesse später vor allem der Radiochemie, Kosmochemie, Kernphysik und Massenspektrometrie zu. Heute widmet sich das Institut dem Verständnis der Entstehung, Entwicklung und Zukunft unseres Planeten und seiner Nachbarn.

## Nobelpreisträger des Instituts
Der Nobelpreis für Chemie wurde an drei wissenschaftliche Mitglieder des KWI/MPI für Chemie verliehen:
- Richard Willstätter, Direktor 1912 bis 1916, Nobelpreis für Chemie 1915 für Forschungen über Pflanzenfarbstoffe, insbesondere Chlorophyll;
- Otto Hahn, Direktor der Abteilung Radiochemie 1912 bis 1948, Direktor des Gesamtinstituts von 1928 bis 1946, Nobelpreis für Chemie 1944 für die Entdeckung der Kernspaltung;
- Paul J. Crutzen, Direktor der Abteilung Luftchemie 1980–2000, Nobelpreis für Chemie 1995 für die Untersuchungen zur Bildung und Zerstörung des Ozons in der Atmosphäre.

## Forschung
Das Institut betreibt Grundlagenforschung im Bereich der Erdsystemwissenschaft. In den vier Abteilungen des Instituts untersuchen rund 300 Wissenschaftler die chemischen Prozesse in der Atmosphäre und Wechselwirkungen zwischen Luft, Wasser, Erde und Mensch. Dabei beobachten sie vor allem, wie sich diese durch menschliche Einflüsse verändern oder bereits verändert haben.
Wissenschaftler führen Laborexperimente durch, sammeln Proben und Daten auf Forschungsreisen mithilfe von Flugzeugen, Schiffen und Messfahrzeugen. Ergänzt werden die praktischen Arbeiten durch mathematische Modelle, welche chemische, physikalische und biologische Prozesse und Veränderungen von der molekularen bis zur globalen Ebene simulieren. Eines der Hauptziele ist es, herauszufinden, wie sich die Luftverschmutzung, einschließlich reaktive Spurengase und Aerosole, auf die Atmosphäre, Biosphäre, das Klima und die Gesundheit auswirkt.
Das Institut verfügt über vier Abteilungen und weitere Forschungsgruppen. In enger Zusammenarbeit mit der Universität Mainz beteiligt sich das Institut auch an der wissenschaftlichen Ausbildung, insbesondere mit der „Max Planck Graduate School (MPGS)“ und durch Lehrtätigkeit an der Universität. Die Abteilung Biogeochemie unter Leitung von Meinrat O. Andreae wurde im Jahr 2017 geschlossen und die wissenschaftlichen Arbeitsgruppen in die Abteilung Klimageochemie integriert. Die Abteilung befasste sich mit Austausch und Wechselwirkungen von Spurengasen und Aerosolen zwischen Biosphäre, Hydrosphäre und Erdatmosphäre. Diese Prozesse wurden durch Experimente im Labor, Feldmessungen und Modellrechnungen untersucht.
Seit September 2024 baut das Institut eine fünfte Abteilung auf, die sich der Aerosolchemie widmet. Zur Direktorin wurde Yafang Cheng ernannt, die zuvor die unabhängige Arbeitsgruppe Minerva geleitet hatte.

### Abteilung Atmosphärenchemie
Die Abteilung von Jos Lelieveld untersucht chemische Reaktionen und globale Spurenstoffkreisläufe von Ozon und anderen reaktiven Spurengasen in der Atmosphäre. Diese Prozesse werden durch Experimente im Labor sowie Messungen in der Atmosphäre von Bodenstationen, Schiffen, Flugzeugen sowie Satelliten aus untersucht. Diese Feldmessungen werden unterstützt und analysiert mithilfe von Computermodellen zur Simulation meteorologischer und chemischer Wechselwirkungen sowie deren Einfluss auf das Klima.

### Abteilung Klimageochemie
Die Abteilung von Gerald H. Haug befasst sich mit den Prozessen und Interaktionen des Klima-, Ozean- und Atmosphärensystems von geologischen bis hin zu jährlichen Zeitskalen. Das Klimasystem ist charakterisiert durch zahlreiche Rückkopplungsprozesse und Schwellenwerte. Zu diesen internen Rückkopplungen gehören Änderungen in den Wechselwirkungen zwischen Ozean und Atmosphäre, der Wärmetransport des Ozeans, das ozeanische Nährstoffreservoir und die biologische Produktivität, die große Auswirkungen auf die atmosphärische Treibhausgaskonzentration hat. Von besonderem Interesse ist das Känozoikum, also die letzten 65 Millionen Jahre, einschließlich der Pliozänen Warmzeit vor rund drei Millionen Jahren.
Seit 2018 betreibt die Arbeitsgruppe die nach Eugen Seibold (1918–2013) benannte Hochseeforschungsyacht Eugen Seibold, um die Wechselwirkungen zwischen Ozean und Erdatmosphäre zu untersuchen.

### Abteilung Multiphasenchemie
In der Abteilung von Ulrich Pöschl werden biologische und organische Aerosole, Aerosol-Wolkenwechselwirkungen und Atmosphären-Oberflächen-Austauschprozesse untersucht. Außerdem wird erforscht, wie sich Protein-Makromoleküle durch Luftschadstoffe verändern und deren Auswirkungen auf allergische Reaktionen und Erkrankungen.

### Abteilung Partikelchemie
Die Abteilung Partikelchemie von Stephan Borrmann ist eine gemeinsame Einrichtung des Max-Planck-Instituts für Chemie und der Universität Mainz. Untersucht werden physikalische Eigenschaften und chemische Zusammensetzung atmosphärischer Aerosol- und Wolkenpartikel. Hierzu werden Laborexperimente, Messungen an Boden- und Bergstationen und auf mobilen Messträgern (z. B. Flugzeugen) durchgeführt, sowie Methoden entwickelt zur Erfassung des Aerosols durch Massenspektrometrie.

### Weitere Forschungsgruppen
Im Dezember 2016 gab es am Institut vier weitere wissenschaftliche Arbeitsgruppen: Die Minerva-Gruppe von Yafang Cheng untersucht Wechselwirkungen von Aerosolen und die regionale Luftqualität. Mikhail Eremets analysierte Materie unter extrem hohem Druck und entdeckte neue wasserstoffhaltige Supraleiter mit einem neuen Rekord für die Übergangstemperatur zur Supraleitung bei Lanthanhydrid 2019. Die Gruppe Satellitenfernerkundung um Thomas Wagner analysiert Satellitenspektren, um auf tropo- und stratosphärische Spurengase zurückzuschließen. Die Gruppe „Terrestrische Paläoklimata“ von Kathryn Fitzsimmons nutzt Lössböden in Eurasien als Klimaarchiv, um Aussagen über das Klima der Vergangenheit zu treffen.

## Paul Crutzen Graduate School
Die Paul Crutzen Graduate School (PCGS) (früher: Max Planck Graduate School (MPGS)) am MPI für Chemie ist ein Promotionsprogramm für die Bereiche der Atmosphärenchemie, Physik, Umweltphysik und Geophysik. In diesem interdisziplinären Programm nehmen aber auch Doktoranden mit einem Studium der Biologie oder der Geowissenschaften teil. Das Ziel des Programms ist es dem Doktoranden eine umfassende Betreuung über die eigene Arbeitsgruppe und das Thema der Doktorarbeit hinaus zu bieten. Außerdem ermöglicht die Graduiertenschule eine individuell strukturierte Weiterbildung, um den eigenen Wissensstand und die Qualifikationen über das konkrete Forschungsprojekt der Doktorarbeit hinaus zu erweitern. Zu den Angeboten zählen Vorlesungen, Workshops, Soft Skill Kurse, ein jährliches Doktorandensymposium und Sommerschulen.
Die Graduiertenschule steht in enger Zusammenarbeit mit den fachlichen Instituten der Universitäten Mainz, Heidelberg und Frankfurt.

## Infrastruktur
Das Direktorenkollegium besteht aus Stephan Borrmann, Gerald H. Haug, Johannes Lelieveld und Ulrich Pöschl.
Anfang 2014 sind rund 300 Mitarbeiter am Institut tätig, darunter 77 Wissenschaftler und 122 Nachwuchswissenschaftler. Hinzu kommen 3 Gastwissenschaftler. 2014 beschäftigt das Institut 11 Auszubildende im Bereich Feinwerkmechanik und Elektronik.
Das Institut stellt zwei geochemische Datenbanken zur Verfügung, die Informationen über Referenzmaterialien von geologischem und umweltrelevantem Interesse (GeoReM) sowie über Vulkanite und Mantelxenolithe (Georoc) enthalten.
Außerdem steht zur Verfügung „The MPI-Mainz UV/VIS Spectral Atlas of Gaseous Molecules of Atmospheric Interest“, eine umfangreiche Datenbank mit Absorptionsquerschnitten und Quantenausbeuten im ultravioletten und sichtbaren Spektralbereich für gasförmige Moleküle und Radikale.

## Kooperationen

### Partnerschaft Erdsystemforschung (ESRP)
Das Max-Planck-Institut für Chemie ist Mitglied in der Earthsystem Research Partnership (ERSP; deutsch: Partnerschaft Erdsystemforschung, auch Partnerschaft Erd- und Sonnensystemforschung). Die Partnerschaft Erdsystemforschung bündelt die wissenschaftliche Exzellenz verschiedener Forschungsrichtungen, um die Funktionsweise des komplexen Systems Erde sowie die Konsequenzen menschlicher Aktionen auf das Erdsystem besser zu verstehen. Die ESRP besteht aus den drei Max-Planck-Instituten für Biogeochemie in Jena, für Chemie in Mainz und für Meteorologie in Hamburg. Während des letzten Jahrhunderts veränderten sich Klima, Luftqualität, Biodiversität und Wasserverfügbarkeit merklich. Um Lösungen für die Probleme zu finden, die diese Veränderungen hervorrufen, studiert die ESRP die komplexen Interaktionen und Rückkopplungen von Land, Ozean, Atmosphäre, Biosphäre und dem Menschen im Feld, im Labor und durch Modelle.

### Atto-Turm
Unter dem Namen „ATTO“, dem Amazonian Tall Tower Observatory, begann 2009 ein deutsch-brasilianisches Gemeinschaftsprojekt, koordiniert vom MPI für Chemie, das wegweisende Erkenntnisse und Grundlagen für verbesserte Klimamodelle liefern soll. Mit einer Höhe von 300 Metern soll der Turm über die bodennahe Grenzschicht hinausragen und Informationen von rund 100 Quadratkilometern aus dem größten zusammenhängenden Waldareal der Welt liefern.

### High Altitude and Long Range Research Aircraft
„High Altitude and Long Range Research Aircraft“ ist ein deutsches Forschungsflugzeug zur wissenschaftlichen Untersuchung der Erdatmosphäre. Es ermöglicht Messungen in den für das Leben auf der Erde so bedeutsamen Höhenschichten der Atmosphäre in bisher unerreichter Qualität. Die Untersuchungen leisten damit einen wesentlichen Beitrag zum Verständnis der Ozonchemie und dem Austausch von Luftschadstoffen. HALO führt vor allem Messungen in der Troposphäre und der unteren Stratosphäre durch und wird auch zur Erdbeobachtung eingesetzt.

### Interdisciplinary Biomass Burning Initiative
Interdisciplinary Biomass Burning Initiative (IBBI)

### Civil Aircraft for the regular Investigation of the atmosphere Based on an Instrument Container (CARIBIC)
Kern von CARIBIC ist ein vollautomatisiertes Analyselabor in Form eines Containers. Der Container fliegt monatlich an Bord eines Lufthansa Airbus A340-600 auf Langstreckenflügen mit und macht so regelmäßige Messungen von wichtigen Parametern der Luft. Seit Oktober 2015 wird das CARIBIC-Projekt vom Karlsruher Institut für Technologie in Karlsruhe (KIT) und dem dortigen Institut für Meteorologie und Klimaforschung – Atmosphärische Spurengase und Fernerkundung weitergeführt.